# Пюнік (футбольний клуб)
Футбольний клуб «Пюні́к» (вірм. Ֆուտբոլային Ակումբ „Փյունիկ“ Երևան) — вірменський футбольний клуб з міста Єреван, заснований у 1992 році. В перекладі назва означає «Фенікс» (міфічний птах). Найтитулованіший клуб Вірменії. В його активі 14 чемпіонських титулів, 9 перемог у Суперкубку Вірменії та 8 перемог у Кубку Вірменії з футболу.

## Історія назв
- 1992 ― 1995: «Оменетмен» Єреван
- 1995 — 2000: «Пюнік» Єреван
- 2000: «Арменікум» Єреван
- з 2001 — н.ч.: «Пюнік» Єреван

## Історія

### 1992-1997. Заснування, перше чемпіонство та дебют у Кубку УЄФА
Засновником клубу є легенда вірменського футболу Хорен Оганесян. З моменту заснування до 1995 року клуб називався «Оменетмен», потім був перейменований в «Пюнік».
Перший чемпіонат Вірменії став вдалим для «Оменетмена». За результатами чемпіоната одразу дві команди ділили першу сходинку ― однакову кількість очок набрали столичний «Оменетмен» і  «Ширак» (Гюмрі). Щоб виявити чемпіона, Федерація футболу Вірменії вирішила провести ще один матч, проте сторони не прийшли до єдиної згоди з приводу місця проведення зустрічі, і виконавчий комітет ФФВ вирішив визнати обох команд чемпіонами Прем'єр-ліги.
У наступному сезоні «Оменетмен» задовольнився четвертим місцем, а в 1994 році став срібним призером чемпіонату Вірменії. Примітно, що форвард команди Арсен Аветисян був визнаний кращим бомбардиром першості з 39 голами в своєму активі, і цей результат довгі роки залишався не перевершеним.
У 1995 році після заборони ВРФ в республіці, «Оменетмен», який представляв це політичне об'єднання, був змушений змінити своє ім'я. Клуб узяв ім'я «Пюнік». Команду знову очолив Хорен Оганесян який повернувся на батьківщину після одного з половиною року роботи в Лівані.
На чемпіонаті 1995/96 років, вперше проведеному за системою «осінь-весна», «Пюнік» відмінно виступив і заслужено став чемпіоном Вірменії. Команда не зазнала жодної поразки в сезоні, одночасно збільшивши свою безпрограшну серію в чемпіонаті Вірменії до 59 поєдинків поспіль.
У 1996 році «Пюнік» перемогою відзначив свій дебют в єврокубках. Чемпіон Вірменії на стадіоні «Раздан» здобув блискучу перемогу над фінським «ГІК з рахунком 3:1.
У чемпіонаті Вірменії «Пюнік» також продовжував залишатися поза конкуренцією. В результаті команда другий рік поспіль стала чемпіоном Вірменії в сезоні 1996/97.

### Дебют в ЛЧ і зникнення з футбольної мапи Вірменії
У 1997 році «Пюнік» відзначив свій дебют в Лізі Чемпіонів, де поступився будапештському МТК. Проте в цьому ж році у чемпіонаті Вірменії «Пюнік» не зміг зайняти призових позицій у турнірній таблиці першості.
У 1998 році «Пюнік» опинився у важкому фінансовому становищі. Деякі ключові гравці команди покинули клуб. У підсумку, «Пюнік» зі складнощами посів шосте місце в чемпіонаті, а потім і зовсім припинив існування.

### Відродження
Відродження «Пюніка» відбулося через три роки зусиллями Хорена Оганесяна і Рубена Айрапетяна. На базі фарм-клубу аштаракської «Міки» ― «Арменікума», який в попередньому році увійшов в групу найсильніших команд Першої ліги Вірменії і виборов путівку в елітний дивізіон, сформувався «Пюнік», який повинен був взяти участь в першості 2001 року. Команда доповнилася досвідченими гравцями, серед яких Вардан Мінасян, Вараздат Аветисян, Армен Санамян і Артур Мкртчян не так давно були провідними гравцями «Пюніка». До них приєдналися Арман і Артавазд Карамян з «Кілікії», Артур Кочарян, Рафаель Назарян, а також перші африканські легіонери «Пюніка» ― Мамаду Діавара, Алу Траоре і Н'джиай Малал. Відроджений «Пюнік» із першої ж спроби став чемпіоном Вірменії. У наступному році команда знову взяла участь в Лізі Чемпіонів і змогла досягти ще одного успіху. В першому кваліфікаційному раунді суперником вірмен став чинний на той момент чемпіон Фінляндії «Тампере Юнайтед» На полі противника «Пюнік» виграв з великим рахунком ― 4:0, а потім впевнено переміг у матчі-відповіді 2:0  і став першою командою в історії вірменського футболу подолала перший кваліфікаційний раунд Ліги Чемпіонів.
У подальші роки «Пюнік» ще кілька разів долав перший кваліфікаційний раунд Ліги Чемпіонів, але кожен раз у другому раунді йому в суперники діставалися міцні європейські команди, такі як київське «Динамо», донецький «Шахтар», загребське «Динамо» та інші.
«Пюнік» довгі роки тримав пальму першості в Прем'єр-лізі Вірменії: команда 10 разів поспіль ставала чемпіоном Вірменії. У цей період в «Пюніку» пройшло становлення таких гравців, як Роберт Арзуманян, Едгар Манучарян, Генріх Мхітарян, Геворг Казарян, Карлен Мкртчян, Давид Маноян, Едгар Малакян та інших гравців, які були вихованцями клубу. У 2012 році новим президентом «Пюніка» стає син Рубена Айрапетяна ― Рафік Айрапетян.

### Наш час
У 2017 році російський та вірменський бізнесмен Артур Согомонян купує клуб. Новий власник клубу довіряє керівництво командою російському фахівцю Олексію Єременко. Останній йде у відставку через незадовільні результати на початку першості. Його замінює Армен Гюльбудагянц. «Пюнік» завершує чемпіонат на п'ятому місці, проте отримує право виступити в Лізі Європи замість дискваліфікованого «Ширака». Спочатку власник клубу Артур Согомонян приймає рішення про зміну назви «Пюнік» на «Єреван» після матчів Ліги Європи, однак деякі події перешкоджають цьому.
Напередодні нового сезону головним тренером команди призначається росіянин Андрій Талалаєв, який запрошує в «Пюнік» ряд легіонерів. «Пюніку» на чолі з Талалаєвим вперше в історії вірменського футболу вдається вийти в третій відбірковий раунд Ліги Європи УЄФА. В рамках кваліфікаційного плей-оф клуб із Вірменії проходить північномакедонський «Вардар» і казахстанський «Тобол», а в третьому раунді у впертій боротьбі за сумою двох зустрічей поступається ізраїльському клубу «Маккабі» (Тель-Авів).
В сезоні 2019/20 клубу вдається повторити своє минулорічне досягнення, перемігши в першому та другому кваліфікаційних раундах ЛЄ північномакедонський «Шкупі» та чеський «Яблонець» відповідно. Втім, в третьому раунді єреванському клубу довелося протистояти англійському «Вулверхемптону», який виявився «Пюніку» не під силу.

## Склад
Станом на 1 квітня 2021

| №  | Поз. | Нац.         | Гравець              |
| -- | ---- | ------------ | -------------------- |
| 1  | ВР   | Вірменія     | Сєвак Асланян        |
| 2  | ЗХ   | Вірменія     | Сероб Григорян       |
| 5  | ПЗ   | Нігерія      | Джуліус Девід Уфуома |
| 6  | ПЗ   | Вірменія     | Норайр Казарян       |
| 7  | ПЗ   | Вірменія     | Ерік Азізян          |
| 8  | ПЗ   | Вірменія     | Гор Малакян          |
| 9  | НП   | Росія        | Антон Кобялко        |
| 10 | ПЗ   | Вірменія     | Артур Григорян       |
| 11 | ПЗ   | Вірменія     | Оганес Арутюнян      |
| 12 | ПЗ   | Нігерія      | Мухаммад Юссуф Ладан |
| 13 | ПЗ   | Буркіна-Фасо | Драман Салу          |
| 16 | ВР   | Вірменія     | Влад Чатунц          |
| 18 | ПЗ   | Вірменія     | Алік Аракелян        |
| 19 | ПЗ   | Росія        | Артем Аванесян       |
| 23 | ПЗ   | Вірменія     | Арас Озбіліз         |
| 25 | ЗХ   | Вірменія     | Магомед Мусалов      |
| 29 | НП   | Україна      | Олег Кожушко         |
| 69 | ЗХ   | Вірменія     | Роберт Дарбінян      |
| 70 | НП   | Венесуела    | Хосе Бальса          |
| 71 | ВР   | Вірменія     | Станіслав Бучнєв     |
| 77 | ЗХ   | Україна      | Ігор Гончар          |
| 80 | ПЗ   | Венесуела    | Ромелл Ібарра        |
| 88 | ЗХ   | Україна      | Валерій Болденков    |
| 90 | НП   | Венесуела    | Хосе Карабальйо      |
| 93 | ПЗ   | Бразилія     | Ігор                 |
| 94 | ВР   | Україна      | Герман Пеньков       |
| 95 | ЗХ   | Україна      | Антон Братков        |
| 96 | ЗХ   | Вірменія     | Арман Оганесян       |
| 99 | ЗХ   | Україна      | Микита Татарков      |

## Статистика
Найбільші перемоги ― 13:2, «Лорі» (2002); 12:1 «Кілікія» (1992, 2006); 11:0 «Аракс» (2003).
Найбльші поразки ― 2:7 «Бананц» (1993); 1:6 «Ширак»(1993, 1998); 0:5 «Ширак» (1998); 0:5 «Єреван» (1998).
Рекордсмен за кількістю ігор ― Саркіс Овсепян (365 матчів).
Рекордсмен за кількістю голів за сезон ― Арсен Аветисян, 39 голів (1994).

### Футболісти «Пюніка», які отримали нагороду "Гравець року у Вірменії"
| Гравець         | Рік нагороди     | Кількість отриманих нагород |
| --------------- | ---------------- | --------------------------- |
| Саркіс Овсепян  | 1992, 1995, 2008 | 3                           |
| Арсен Аветисян  | 1994             | 1                           |
| Вардан Мінасян  | 2001             | 1                           |
| Арман Карамян   | 2002             | 1                           |
| Едгар Манучарян | 2004             | 1                           |
| Левон Пачаджян  | 2007             | 1                           |
| Генріх Мхітарян | 2009             | 1                           |
| Карлен Мкртчян  | 2010             | 1                           |

### Футболісти «Пюніка», які ставали кращими бомбардирами чемпіонату Вірменії
| Гравець         | Рік нагороди | Кількість забитих голів |
| --------------- | ------------ | ----------------------- |
| Гегам Оганесян  | 1993         | 26                      |
| Арсен Аветисян  | 1994         | 39                      |
| Арсен Аветисян  | 1995         | 12                      |
| Арсен Аветисян  | 1997         | 24                      |
| Арман Карамян   | 2001         | 21                      |
| Арман Карамян   | 2002         | 36                      |
| Едгар Манучарян | 2004         | 21                      |
| Галуст Петросян | 2004         | 21                      |
| Геворг Казарян  | 2010         | 16                      |
| Маркос Пізеллі  | 2010         | 16                      |
| Сізар Ромеро    | 2015         | 21                      |

### Найкращі бомбардири в історії клубу
| №  | Гравець           | Кількість забитих голів |
| -- | ----------------- | ----------------------- |
| 1  | Арсен Аветисян    | 154                     |
| 2  | Гегам Оганесян    | 68                      |
| 3  | Вараздат Аветисян | 65                      |
| 4  | Арман Карамян     | 61                      |
| 5  | Едгар Манучарян   | 53                      |
| 6  | Левон Пачаджян    | 49                      |
| 7  | Вардан Мінасян    | 46                      |
| 8  | Геворг Казарян    | 43                      |
| 9  | Айк Маргарян      | 42                      |
| 10 | Галуст Петросян   | 41                      |

### Рекордсмени за кількістю зіграних матчів в історії клубу
| №  | Гравець           | Кількість забитих голів |
| -- | ----------------- | ----------------------- |
| 1  | Саркіс Овсепян    | 365                     |
| 2  | Арур Юзбашян      | 214                     |
| 3  | Арсен Аветисян    | 208                     |
| 4  | Вардан Мінасян    | 196                     |
| 5  | Вараздат Аветисян | 179                     |
| 6  | Камо Оганесян     | 174                     |
| 7  | Вароздат Ароян    | 146                     |
| 8  | Артур Мкртчян     | 145                     |
| 9  | Давид Маноян      | 137                     |
| 10 | Тарон Восканян    | 136                     |

## Досягнення
- Чемпіон Вірменії (16): 1992, 1996, 1997, 2001, 2002, 2003, 2004, 2005, 2006, 2007, 2008, 2009, 2010, 2015, 2022, 2024
- Володар Кубка Вірменії (8): 1996, 2002, 2004, 2009, 2010, 2013, 2014, 2015
- Фіналіст Кубка Вірменії (3): 1992, 2006, 2017
- Володар Суперкубка Вірменії (9): 1998, 2002, 2004, 2005, 2007, 2008, 2010, 2011, 2015
- Фіналіст Суперкубка Вірменії (7): 1996, 2003, 2006, 2009, 2013, 2014, 2024

## Участь у єврокубках
| Сезон   | Турнір         | Раунд | Суперник            | Вдома | У гостях | Загальний рахунок |
| ------- | -------------- | ----- | ------------------- | ----- | -------- | ----------------- |
| 2002/03 | Ліга Чемпіонів | 1КР   | Тампере Юнайтед     | 2:0   | 4:0      | 6:0               |
| 2002/03 | Ліга Чемпіонів | 2КР   | Динамо Київ         | 2:2   | 0:4      | 2:6               |
| 2003/04 | Ліга Чемпіонів | 1КР   | КР (Рейк'явік)      | 1:0   | 1:1      | 2:1               |
| 2003/04 | Ліга Чемпіонів | 2КР   | ЦСКА (Софія)        | 0:2   | 0:1      | 0:3               |
| 2004/05 | Ліга Чемпіонів | 1КР   | Побєда (Прілеп)     | 1:1   | 3:1      | 4:2               |
| 2004/05 | Ліга Чемпіонів | 2КР   | Шахтар (Донецьк)    | 1:3   | 0:1      | 1:4               |
| 2005/06 | Ліга Чемпіонів | 1КР   | Хака                | 2:2   | 0:1      | 2:3               |
| 2006/07 | Ліга Чемпіонів | 1КР   | Шериф               | 0:0   | 0:2      | 0:2               |
| 2007/08 | Ліга Чемпіонів | 1КР   | Деррі Сіті          | 2:0   | 0:0      | 2:0               |
| 2007/08 | Ліга Чемпіонів | 2КР   | Шахтар (Донецьк)    | 0:2   | 1:2      | 1:4               |
| 2008/09 | Ліга Чемпіонів | 1КР   | Анортосіс           | 0:2   | 0:1      | 0:3               |
| 2009/10 | Ліга Чемпіонів | 2КР   | Динамо (Загреб)     | 0:0   | 0:3      | 0:3               |
| 2010/11 | Ліга Чемпіонів | 2КР   | Партизан (Белград)  | 0:1   | 1:3      | 1:4               |
| 2011/12 | Ліга Чемпіонів | 2КР   | Вікторія (Плезень)  | 0:4   | 1:5      | 1:9               |
| 2012/13 | Ліга Європи    | 1КР   | Зета                | 0:3   | 2:1      | 2:4               |
| 2013/14 | Ліга Європи    | 1КР   | Тетекс              | 1:0   | 1:1      | 2:1               |
| 2013/14 | Ліга Європи    | 2КР   | Жальгіріс           | 1:1   | 0:2      | 1:3               |
| 2014/15 | Ліга Європи    | 1КР   | Астана              | 1:4   | 0:2      | 1:6               |
| 2015/16 | Ліга Чемпіонів | 1КР   | Фольгоре/Фальчано   | 2:1   | 2:1      | 4:2               |
| 2015/16 | Ліга Чемпіонів | 2КР   | Мольде              | 1:0   | 0:5      | 1:5               |
| 2016/17 | Ліга Європи    | 1КР   | Європа              | 2:1   | 0:2      | 2:3               |
| 2017/18 | Ліга Європи    | 1КР   | Слован (Братислава) | 1:4   | 0:5      | 1:9               |
| 2018/19 | Ліга Європи    | 1КР   | Вардар              | 1:0   | 2:0      | 3:0               |
| 2018/19 | Ліга Європи    | 2КР   | Тобол               | 1:0   | 1:2      | 2:2               |
| 2018/19 | Ліга Європи    | 3КР   | Маккабі (Тель-Авів) | 0:0   | 1:2      | 1:2               |
| 2019/20 | Ліга Європи    | 1КР   | Шкупі               | 3:3   | 2:1      | 5:4               |
| 2019/20 | Ліга Європи    | 2КР   | Яблонець            | 2:1   | 0:0      | 2:1               |
| 2019/20 | Ліга Європи    | 3КР   | Вулверхемптон       | 0:4   | 0:4      | 0:8               |